# 저산대숲쥐
저산대숲쥐(Hylomyscus denniae)는 쥐과에 속하는 설치류의 일종이다. 등 쪽에 갈색과 회색이 섞인 긴 털이 덮여 있으며, 배 쪽은 희끄무레한 회색이다. 중앙아프리카의 열대 기후 지역 고지대에서 발견되며, 자연 서식지는 열대 기후 지역의 습윤 저산대 숲이다.

## 특징
아프리카숲쥐속에서 가장 큰 숲쥐 중 하나로 꼬리 길이 140mm를 제외한 몸길이 약 100mm 정도까지 자란다. 털은 무성하고 길며, 머리 윗부분과 등 쪽은 짙은 회색빛 갈색이고 털 각각은 회색이고 끝이 갈색이다. 옆구리도 유사한 색을 띠지만 약간 불그스레한 색조가 있으며, 머리와 배 아래 쪽은 희끄무레한 회색이고 털 각각은 회색이고 끝이 희다. 수염은 검고 길며, 눈이 크고 눈주위에 짧고 검은 털이 나 있고 눈 사이에 적갈색 반점이 나 있다. 다리 윗쪽은 희고, 뒷발 발가락에 작은 흰 털뭉치가 난다. 꼬리 길이는 몸길이의 약 140% 정도로 길며, 털이 거의 없고 둘레에 작은 비늘이 나 있고 짧은 검은 거센털이 덮여 있다.

## 분포 및 서식지
저산대숲쥐는 열대 중앙아프리카에 걸쳐 널리 분포한다. 앙골라와 부룬디, 콩고민주공화국, 케냐, 르완다, 탄자니아, 우간다, 잠비아에 분리된 수많은 개체군이 발견되고, 말라위에서도 서식하는 것으로 추정된다. 해발 1,500~4,400m의 습윤 숲에서 주로 발견되지만, 더 낮은 고도 약 1,000m의 앙골라와 잠비아에서도 발견된다. 저산대 숲 지역에 제한적으로 분포하며, 아프리카산지 초원 지대의 삼림한계선 이상에서는 발견되지 않는다.

## 생태
야행성, 수상성 동물이다. 나무 구멍 속에 둥지를 만들고, 긴꼬리와 작은 뒷발로 나무 가지와 덩굴, 잎 등을 타고 오를 수 있도록 적응한 것으로 보인다. 먹이는 주로 나무와 땅 위에서 얻는 녹색식물이지만, 곤충이나 기타 무척추동물, 씨앗, 과일 등도 먹는다. 연중 번식을 하지만 대부분 건기와 우기 초기의 약 7월과 9월 사이에 자주 번식을 한다. 평균 4.5마리의 새끼를 낳고 건기에 가장 많은 새끼를 낳는다. 암컷과 수컷 모두 성숙해지면 몸무게가 약 22g에 달한다.

## 보전 상태
저산대숲쥐는 분포 지역이 아주 넓고, 알려진 특별한 멸종 위협 요인이 없으며 개체수 추이가 안정적으로 간주된다. 분포 지역 대부분의 곳에서 흔하게 발견되며, 국제 자연 보전 연맹(IUCN)이 보전 등급을 "관심대상종"으로 분류하고 있다.